# Pont de Bujaruelo
El pont de Bujaruelo és un pont romànic del segle xiii sobre el riu Ara al Pirineu aragonès. Es troba a la vall de Bujaruelo, dins del Lloc d'importància comunitària de Bujaruelo - Garganta de los Navarros, i limita amb el Parc nacional d'Ordesa i Mont Perdut. Al costat del pont es troben les restes de l'ermita de Sant Nicolau de Bujaruelo i una zona d'acampada. Es tracta d'un pont d'un sol arc de pedra. El pont servia de lloc d'encreuament pels que passaven els Pirineus en el passat.